# Ladislav Hrubý
Ladislav Hrubý (* 22. November 1934 in Horní Branná) ist ein ehemaliger tschechoslowakischer Skilangläufer.
Hrubý, der für den Sokol Horní Branná startete, wurde im Jahr 1960 tschechoslowakischer Meister über 15 km und im Jahr 1962 über 30 km.  Bei den Nordischen Skiweltmeisterschaften 1962 in Zakopane belegte er den 37. Platz über 30 km, den 17. Rang über 50 km sowie den 11. Platz mit der Staffel und bei den Nordischen Skiweltmeisterschaften 1970 in Štrbské Pleso den 39. Platz über 15 km. Bei seiner einzigen Teilnahme an Olympischen Winterspielen im Februar 1964 in Innsbruck kam er auf den 33. Platz über 30 km, auf den 29. Rang über 15 km und auf den 23. Platz über 50 km.